# Pfennigsparkasse
Pfennigsparkassen wurden von den frühen Sparkassen Ende des 19. Jahrhunderts eingerichtet, um den Sparsinn und die Spartätigkeit der Jugend und das Kleinsparwesen zu fördern. Die erste deutsche Pfennigsparkasse wurde 1880 in Darmstadt gegründet. Die Gründung wurde oft von den Sparkassen mit finanziellen Mitteln gefördert. Die Pfennigsparkassen wurden meist ehrenamtlich durch einen Lehrer der Gemeinden verwaltet und einmal jährlich gegenüber der Hauptkasse abgerechnet. Einzelne Pfennigsparkassen entstanden aus Armenkassen oder Armen-Unterstützungs-Vereinen. Das Pfennigsparen verbreitete sich auch in andere Länder.
Pfennigsparen fand sich in verschiedenen Ausprägungen, etwa über Sparmarken im Wert von 5 oder 10 Pfennig, die über Verkaufsstellen vertrieben, auf Sparkarten geklebt und deren Nennbetrag dann bei Vorlage bei der Sparkasse einem Sparkonto gutgeschrieben wurde. Die Mindesteinlage der Darmstädter Pfennigsparkasse betrug 5 Pfennig. Eine volle Sparkarte mit einem Guthaben von zwei Mark konnte als Ersteinlage auf ein Sparbuch umgeschrieben werden.
Die 1881 gegründete und von der Polytechnischen Gesellschaft in Frankfurt am Main getragene Pfenniganstalt verschaffte der Frankfurter Sparkasse bereits im ersten Jahr 8407 neue Sparer mit einer Gesamteinlage von 84.196 Mark. Im Großherzogtum Hessen wurden bis 1882 vierzig Pfennigsparkassen gegründet. Bis 1889 wurden im Deutschen Reich Sparmarken im Wert von 345.000 Mark verkauft.
Die Zeit des Ersten Weltkriegs und der Inflation überstanden nur wenige Pfennigsparkassen, teilweise wurden sie in Schulsparkassen umgewandelt.